# Lissodendoryx pygmaea
Lissodendoryx pygmaea är en svampdjursart som först beskrevs av Burton 1931.  Lissodendoryx pygmaea ingår i släktet Lissodendoryx och familjen Coelosphaeridae. Inga underarter finns listade i Catalogue of Life.